# Oospila florepicta
Oospila florepicta är en fjärilsart som beskrevs av W. Warren 1906. Oospila florepicta ingår i släktet Oospila och familjen mätare. Inga underarter finns listade i Catalogue of Life.